# Thallomys nigricauda
Il ratto arboricolo dalla coda nera (Thallomys nigricauda  Thomas, 1882) è un roditore della famiglia dei Muridi diffuso nell'Africa meridionale.

## Descrizione
Roditore di medie dimensioni, con la lunghezza della testa e del corpo tra 127 e 155 mm, la lunghezza della coda tra 120 e 188 mm, la lunghezza del piede tra 20 e 30 mm, la lunghezza delle orecchie tra 16 e 28 mm e un peso fino a 116 g.
La pelliccia è lunga e ruvida. Le parti superiori sono nerastre, cosparse di peli con la punta giallastra lungo la schiena. Le parti ventrali sono bianche. Una striscia longitudinale nera si estende dal muso fino agli occhi. Le orecchie sono grandi e prominenti, ricoperte finemente di piccoli peli grigiastri. Le zampe sono bianche. La coda è più lunga della testa e del corpo, è uniformemente nerastra, ricoperta densamente di peli che formano un ciuffo all'estremità. Il numero cromosomico è 2n=47,48,49 e 50.

## Biologia

### Comportamento
È una specie notturna e arboricola. Si rifugia negli alberi cavi e tra i rami in gruppi familiari di 2-8 individui, con una sola coppia riproduttiva.

### Alimentazione
Si nutre di giovani foglie, germogli e dei rivestimenti esterni dei semi di Acacia.

### Riproduzione
Le femmine danno alla luce 2-5 piccoli in estate. 

## Distribuzione e habitat
Questa specie è diffusa lungo le coste atlantiche dell'Angola, nella Namibia, Botswana e Sudafrica nord-occidentale.
Vive in ambienti associati ad alberi del genere Acacia.

## Tassonomia
Sono state riconosciute 9 sottospecie:
- T.n.nigricauda: Namibia meridionale;
- T.n.bradfieldi (Roberts, 1933): Namibia centrale;
- T.n.damarensis (de Winton, 1897): Namibia nord-occidentale;
- T.n.herero (Thomas, 1926): Namibia settentrionale;
- T.n.kalaharicus (Dollman, 1911): Botswana centro-occidentale;
- T.n.leuconoe (Thomas, 1926): Namibia settentrionale;
- T.n.molopensis (Roberts, 1933): Botswana meridionale, Provincia sudafricana del Capo settentrionale;
- T.n.nitela (Thomas & Hinton, 1923): Angola sud-occidentale;
- T.n.quissamae (Petter & Beaufort, 1960): Angola nord-occidentale.

## Conservazione
La IUCN Red List, considerato il vasto areale e la popolazione numerosa, classifica T.nigricauda come specie a rischio minimo (Least Concern).